# クマのぬいぐるみ
「クマのぬいぐるみ」は、NHKの音楽番組『みんなのうた』で、1987年10月 - 11月に放送された楽曲。作詞・作曲：みなみらんぼう、編曲：石原眞治、歌：吉岡雄介（当時「東京放送児童合唱団所属）。

## 概要
古くなってしまったテディベアとそれを肌身離さず大切にする女の子を題材とした楽曲であり、女の子の成長をテディベア目線で、優しく見守る歌詞、優しい曲調で人気となった。
『みんなのうた』の放送で使用されたアニメーションの映像は、今回で番組18回目の参加となる常連の月岡貞夫が手掛けた。
2009年1月27日には、日本テレビ系列で放送された番組『誰も知らない泣ける歌』でも紹介された。

## 収録
DVD
- NHK みんなのうた 第10集（2011　NHKエンタープライズ）

CD
- NHKみんなのうた ベストヒット VOL.3（1989 ビクターエンタテインメント）
- NHKみんなのうた 〜ブレーメンのマペット音楽家／大きな古時計〜（2003 日本コロムビア）
- NHKみんなのうた 50 アニバーサリー・ベスト 〜誰かがサズを弾いていた〜（2011 日本コロムビア）
- NHKみんなのうた 60 アニバーサリー・ベスト 〜私と小鳥と鈴と〜（2021 ビクターエンタテインメント）

### カバー
- 福村亮治（キングレコード版カバー 2012年発売「NHKみんなのうた ベスト」に収録）